# 竹中重矩
竹中 重矩（たけなか しげのり、天文15年（1546年） - 天正10年6月6日（1582年6月25日））は、戦国時代から安土桃山時代にかけての武将。美濃斎藤氏、織田氏の家臣。竹中重元の子。通称は彦作、久作。妻は中川重政の姉妹。

## 生涯
天文15年（1546年）、斎藤氏家臣の竹中重元の子として誕生。兄に竹中重治がいる。
後世、竹中重治の智謀の代名詞と伝えられる永禄7年（1564年）2月の稲葉山城奪取の際には、稲葉山城に人質として入っていた重矩が病気を装い、兄・重治は、見舞いと称して安藤守就ら十数名とともに城内に入り、城番を油断させた隙に稲葉山城を占拠したといわれる。
永禄10年（1567年）、斎藤氏滅亡後は兄と共に織田氏に仕える。元亀元年（1570年）、姉川の戦いに参陣し、浅井氏の勇士・遠藤直経が織田軍の武将を装って信長の本陣に入り込み、信長の首を狙おうとしたが、旧知であった重矩がその正体を見破り、直経を討ち取る武功を挙げた。重矩は以前から「遠藤を討ち取る」と公言していたという。ただし遠藤の首を打ったのは、重矩の後見として合戦に参加していた不破矢足である、とする話も伝わる。
天正7年（1579年）6月13日、播磨国の陣中で病死した兄・重治に代わり、同月22日、羽柴秀吉の与力として遣わされた。天正10年（1582年）3月、信長に従い信濃国に出軍している。
しかし、同年6月に信長が本能寺の変で死去した後、美濃国不破郡表佐村で起こった郷士一揆と戦って戦死した。享年37。

## 演じた人物
- 小西大樹（大河ドラマ『功名が辻』2006年、NHK）
- 木村勇太（大河ドラマ『軍師官兵衛』2014年、NHK）
- 上山竜治（『信長協奏曲』2014年、フジテレビ）